# Hadrogryllacris tepperi
Hadrogryllacris tepperi är en insektsart som först beskrevs av Kirby, W.F. 1906.  Hadrogryllacris tepperi ingår i släktet Hadrogryllacris och familjen Gryllacrididae. Inga underarter finns listade i Catalogue of Life.